# Go West Young Man (album Binga Crosby’ego)
Go West Young Man – kompilacyjny album muzyczny Binga Crosby’ego i The Andrews Sisters wydany w 1950 roku przez Decca Records. Album ten jest jednym z pierwszych albumów, które nie zostały wydane przez Crosby’ego w formacie płyty gramofonowej 78 obr./min, ale na płycie LP lub w wersji 45 obr./min.

## Lista utworów

### strona 1
| 1. | „Go West, Young Man”                      | 2:54  |
|    |                                           |       |
| 2. | „Along the Navajo Trail”                  | 2:45  |
|    |                                           |       |
| 3. | „Quicksilver”                             | 2:45  |
|    |                                           |       |
| 4. | „Have I Told You Lately That I Love You?” | 3:16  |
|    |                                           |       |
|    |                                           | 11:40 |
|    |                                           |       |

### strona 2
| 1. | „A Hundred and Sixty Acres”                       | 2:37  |
|    |                                                   |       |
| 2. | „At the Flying 'W'”                               | 2:49  |
|    |                                                   |       |
| 3. | „Ask Me No Questions (And I'll Tell You No Lies)” | 3:15  |
|    |                                                   |       |
| 4. | „Lock, Stock and Barrel”                          | 3:19  |
|    |                                                   |       |
|    |                                                   | 12:00 |
|    |                                                   |       |